# ポール・ヴァン・ダイク
ポール・ヴァン・ダイク（Paul van Dyk、1971年12月16日 - ）は、ドイツのトランス、エレクトロニカ、テクノDJ、プロデューサー。通称PvD。旧東ドイツアイゼンヒュッテンシュタット出身。1990年初頭にトランスのプロデューサーとなり、彼の作る音楽はトランスとされているが、近年のインタビューでは手がける音楽をトランスと定義していない。

## 略歴
PvDは旧東ドイツ時代に西ベルリンの米国セクターから届くラジオの電波で西側の音楽を楽しみ、それをミックステープにして学校の友人に配ったりする子供だった。ベルリンの壁が崩壊する少し前に、東ドイツを飛び出し、母の出身である旧西ドイツのハンブルクに叔父と滞在する事が出来た。その後、1990年にベルリンに戻ると、1991年3月にベルリンの有名なクラブであるトレゾアでDJとしてデビューを果たし、その数日後にはベルリンのトップDJ達と共に有名なクラブでプレイすることとなった。また、1992年にはベルリンのレーベルMFSから「Perfect Day」（The Visions Of Shiva名義）を発表した。
初めて商業的に成功したのは、1998年のイギリスでの"For An Angel"のヒットである。以降は、自身のレーベルであるVanditを率いて活動を行っている。
2016年2月にユトレヒトで行われたA State of Tranceの放送記念イベントにて、ステージ側面にある隙間に転落。外傷性脳損傷、背骨骨折、打撲と後頭部に切り傷を負った。
日本には1999年からほぼ毎年来日しており、2007年にageHa、2008年の夏にフジロック、冬には代官山UNIT、前回2009年の来日時はageHaとフジロックに出演している。2012年5月12日土曜日には新アルバム"EVOLUTION"リリースパーティーとなる公演がageHaで予定されている。

## アルバム
- 45 RPM (1994)
- Remixes Per Minute (1994)
- Seven Ways (1996)
- Out There and Back (2000)
- Reflections (2003)
- Re-Reflections (2004)
- In Between (2007)
- Evolution (2012)
- Politics of Dancing 3 (2013)